# Братська могила на місці масового розстрілу громадян єврейської національності
Меморіал жертвам голокосту у Рівному відкритий у 1992 році.  

## Історична довідка
З 28 червня по 2 лютого 1944 р. м. Рівне було столицею окупованої німцями України. Акція по знищенню євреїв у Рівному була організована головнокомандуючим СС і поліції в тилу групи армії "Південь" обергруппенфюрером СС Фрідрихом Екельном. Першопочатково акцію було заплановано на 2 листопада але строк був перенесений, через не підготовлене місце для розстрілів.
З 4 по 6 листопада 50 полонених з табору для військовополонених у Рівному (шталаг - 360, комендант-майор резерву Карл Гербер) викопали рів розміром 100х10х10 метрів, який був розділений на декілька частин земляними перегородками шириною 0,5 м кожна, а також чотири ями 5х5, 4х6, 4х5 та 5х6 метрів.  
6-8 листопада 1941 р. на східній околиці міста в урочищі "Сосонки" особи єврейської національності були розстріляні.
Безпосередньо розстрілом займалась частина оперативної команди 5, яку очолював штурмбаннфюрер СС Герман Лінг, із залученням підрозділів німецької поліції з інших областей.

## Опис об'єкта
У 1983-1985 рр. було проведено роботи по благоустрою місця розстрілу. Встановлено пам'ятні стели та пам'ятна плита. Автор проекту благоустрою - Ляшук О.Т., автор меморіального напису - Теплицький Я.М.
У 90-х роках за ініціативою товариства єврейської культури та при підтримці міськвиконкому на місці розстрілу було розпочато створення величного меморіалу за проектом головного художника міськвідділу архітектури Островерхи М.В. 
При вході до місця масового розстрілу громадян єврейської національності встановлений пам'ятний знак у вигляді Менори.

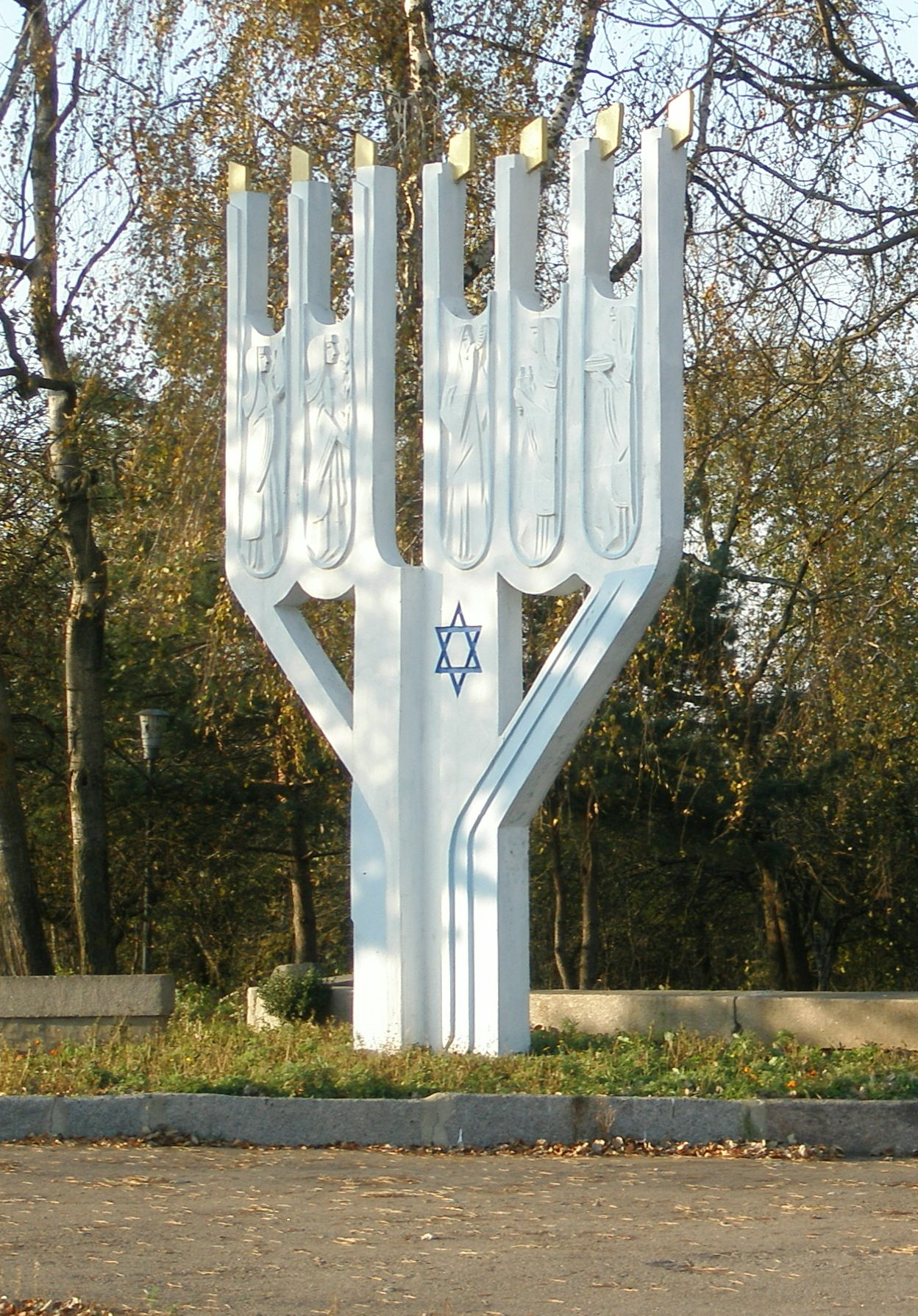
Пам'ятний нак на місці розстрілів громадян єврейської національності у м. Рівне

З лівої сторони від входу знаходиться братська могила, яка розділена асфальтовою алеєю навпіл. По обидві сторони алеї встановлені пам'ятні стели різної форми з викарбуваними зображеннями вічного вогню та гвоздиками (13)
З лівої сторони алеї, по центру, на братській могилі встановлена плита з написом: 
```
        "Здесь лежат 17500 детей, женщин, стариков, зверски замученых фашистами 6-7 ноября 1941 года. Светлая память им. Священная месть Советского Солдата настигла палачей"
```

З правої сторони від входу знаходиться меморіал пам'яті, до якого веде тунель. Посередині сходів тунелю "архітектурно закарбовані" сліди босих ніг засуджених до розстрілу. При виході з тунелю встановлено пам'ятний знак у вигляді стели, у верхній частині якої викарбувана зірка Давида. Біля підніжжя стели розміщена пам'ятна плита з текстом на трьох мовах: їдиші, івриті та українській: 
```
         "Тут братня могила 17500 ровенських євреїв - стариків, жінок і дітей безвинно замучених, розстріляних, живцем закопаних німецько-фашистськими катами 6 листопада 
1941
 року. Вічна шана їх світлій пам'яті"
```

Навколо пам'ятного знаку на прямокутних постаментах встановлено 68 меморіальних плит з прізвищами та іменами загиблих (на їдиші).
Розмір пам'ятного знаку - 7 м.